# Leuctra brachyptera
Leuctra brachyptera is een steenvlieg uit de familie naaldsteenvliegen (Leuctridae). De wetenschappelijke naam van de soort is voor het eerst geldig gepubliceerd in 1985 door Kazanci.